# Galaxiile Antennae
Galaxiile Antennae, NGC 4038/NGC 4039 sau Caldwell 60/61 reprezintă o Interacțiune de galaxii, o pereche de galaxii spirale distorsionate din constelația Corbul. Au fost descoperite de William Herschel în 1785.